# Fülöp Valter
Dr. Fülöp Valter (Zalaegerszeg, 1972. június 3. – Budapest, 2014. május 2.) magyar rendőr dandártábornok, rendőrségi főtanácsos, jogász.

## Életpályája
Gyermekéveit Pacsán töltötte, itt járt általános iskolába is. Középiskolai tanulmányait a nagykanizsai Batthyány Lajos Gimnáziumban folytatta, az érettségit követően sorkatonai idejét is ebben a városban töltötte. Ezt követően 1992-ben sikerrel felvételizett a Rendőrtiszti Főiskolára, ahol 1995-ben avatták tisztté. 
Rendőri munkáját a BRFK XI. kerületi rendőrkapitányság vizsgálati alosztályán kezdte. Egy évvel később a BRFK Vizsgálati Főosztály Élet-és Ifjúságvédelmi Osztályán lett fővizsgáló, majd kiemelt fővizsgáló. Itt elsősorban a kiemelt rablási ügyekkel – pénzintézetek elleni támadásokkal, fegyveres rablásokkal – foglalkozott. A “Viszkis-ügy” hozta meg számára az első igazán komoly feladatot és sikert. 1999 októberében fogták el Ambrus Attilát, az év decemberében Pintér Sándor belügyminiszter soron kívül rendőr századossá léptette elő. Ugyanekkor fejezte be a jogi tanulmányait, s szerzett diplomát a pécsi Janus Pannonius Tudományegyetemen. A whiskys utáni hajtóvadászatról szóló A whiskys nyomában – Egy hajtóvadászat igaz története c. könyve 2004-ben jelent meg.
2000. május 1-jétől a BRFK Vizsgálati Főosztály rablási alosztályát irányította, majd 2002. október 1-jén ugyanott kinevezték az Élet-és Ifjúságvédelmi Osztály vezetőjének. 2001-ben részt vett az FBI által szervezett Nemzetközi Rendészeti Akadémia kurzusán. 2005-ben megszerezte jogi szakvizsgáját.
2007. január 1-jétől vezette a BRFK XII. kerületi Rendőrkapitányságát, 2010. július 1-jétől a budapesti rendőrfőkapitány bűnügyi helyettese volt. 2012. szeptember 1-jétől haláláig irányította a Zala Megyei Rendőr-főkapitányságot. Zala megyei rendőrfőkapitányként Fülöp Valter alapította Az Év Zalai Rendőre díjat.
Magyarország belügyminisztere 2013. március 15-e alkalmából rendőrségi főtanácsosi címet adományozott részére, Magyarország köztársasági elnöke 2014. március 15-e alkalmából rendőr dandártábornokká nevezte ki.
Fülöp Valter életének 42. évében méltósággal viselt, gyógyíthatatlannak bizonyult betegség következtében május 2-án hunyt el az egyik fővárosi kórházban. Temetésén a családtagokon és rokonokon kívül több ezren vettek részt, jelen voltak a magyar rendőrség vezetői, a megyei főkapitányok, bírósági, ügyészségi vezetők, a társhatóságok képviselői, szlovén és horvát rendőri vezetők, Zala megyei politikusok és polgármesterek, továbbá művész barátai. A Belügyminisztérium saját halottjaként kísérték utolsó útjára. A katonai díszszázad részvétele mellett zajlott szertartáson Papp Károly országos rendőrfőkapitány mondott búcsúbeszédet.
Több mint két évtizedes szolgálati ideje alatt, kimagasló szakmai munkája elismeréséül több alkalommal részesült különböző szintű vezetői elismerésekben, dicséretben, jutalomban, soron kívüli előléptetésben. Ambrus Attila ügye mellett több más, nagy érdeklődést kiváltó bűnügy felderítésében is részt vett (mikrocsipes gyilkos, azeri örmény gyilkos).

## Emlékezete
- 2015-ben a Zala Megyei Rendőr-főkapitányság aulájában emléktáblát avattak Fülöp Valternek.[4]
- Halála után öt évvel jelent meg a Leltár címet viselő verseskönyv, amely Fülöp Valter huszonnégy versét tartalmazza.[5]